# Биледжик (вилает)
Вилает Биледжик (на турски: Bilecik ili) е вилает в северозападна Турция, с обща площ от 4307 квадратни километра. Според оценки на Статистическия институт на Турция към 31 декември 2019 г. населението на вилаета е 219 427 души. Поделя се на 8 околии. Административен център е град Биледжик.

## Административно деление
Вилает Биледжик се поделя на 8 околии.
| Околия          | Площ (в км2) | Численост на населението | Численост на населението | Численост на населението | Гъстота на населението (в души/км2, към 31 декември 2019 г.) |
| Околия          | Площ (в км2) | 31 декември 2009 г.      | 31 декември 2013 г.      | 31 декември 2019 г.      | Гъстота на населението (в души/км2, към 31 декември 2019 г.) |
| Вилает Биледжик | 4 302        | 202 061                  | 208 888                  | 219 427                  | 51,01                                                        |
| Бозюйюк         | 830          | 65 799                   | 69 282                   | 75 566                   | 91,04                                                        |
| Гьолпазаръ      | 680          | 12 403                   | 10 095                   | 10 464                   | 15,39                                                        |
| Инхисар         | 250          | 3 307                    | 2 807                    | 2 414                    | 9,65                                                         |
| Биледжик        | 760          | 62 823                   | 71 072                   | 78 533                   | 103,30                                                       |
| Османели        | 500          | 21 050                   | 21 195                   | 21 105                   | 42,21                                                        |
| Пазарйери       | 310          | 11 477                   | 11 233                   | 10 301                   | 33,23                                                        |
| Сюгют           | 540          | 21 470                   | 19 938                   | 18 167                   | 33,64                                                        |
| Йенипазар       | 280          | 3 732                    | 3 266                    | 2 877                    | 10,28                                                        |

## Население
Числеността на населението според оценките на Статистическия институт на Турция през годините – 175 797 (1990), 194 326 (2000), 203 157 (2011)., 218 717 (2020).

### Етнически състав
Българи – мюсюлмани (помаци)
Във вилаета има 5 селища с предимно българи – мюсюлмани (помаци), 1 град и 3 села в околия Биледжик (Везирхан, Кюплю, Орхание и Шюкрание) и 1 в околия Бозюйюк (Сарайджък).

## Политика
- Преобладаващи политически партии на местните избори през 1999 г., по околии:  Отечествена партия  Републиканска народна партия  Партия на истинския път  Партия на националистическото действие
- Преобладаващи политически партии на местните избори през 2004 г., по околии:  Партия на справедливостта и развитието  Републиканска народна партия  Партия на истинския път  Партия на националистическото действие
- Преобладаващи политически партии на местните избори през 2009 г., по околии:  Партия на справедливостта и развитието  Републиканска народна партия  Партия на националистическото действие
- Преобладаващи политически партии на местните избори през 2014 г., по околии:  Партия на справедливостта и развитието  Републиканска народна партия  Партия на националистическото действие
- Преобладаващи политически партии на местните избори през 2019 г., по околии:  Партия на справедливостта и развитието  Републиканска народна партия  Партия на националистическото действие  Независими